# Харатас (река)
Харатас (Караташ, Кара-Тас) — река, правый приток реки Белый Июс, протекает на западе Усть-Абаканского района Хакасии.
Длина реки 62 км, площадь бассейна 1650 км². Истоками являются горные цирковые озера на высоте 2 тыс. м над уровнем моря на северном макросклоне Кузнецкого Алатау, в окрестностях горы Верхний Зуб. Протекает по тундрам и субальпийским лугам высокогорья, подгольцовым редколесным ландшафтам, крутосклонному средненизкогорью с кедрово- и пихтово-еловыми темнохвойными лесами, пологоувалистым низкогорьям с сосново-лиственничными и берёзово-сосново-лиственничными, иногда остепнёнными лесами. Горная река (падение 400 м, уклон 7,2 м/км).
 Притоки
(км от устья)
- Сахар (пр)
- 14 км: Улень(пр)
- Чудуль (пр)
- Мокрый Адырлыг (пр)
- Большой Бутарев (лв)
- 31 км: Кашпар (пр)
- Паглах (пр)
- река Улугчул (пр)
- ручей Улугчул (пр)
- Широкая Берёзовая (лв)
- 43 км: Большой Хунухузух (Хазанныг) (пр)
- Малый Хунухузух (пр)

## Данные водного реестра
По данным государственного водного реестра России относится к Верхнеобскому бассейновому округу, водохозяйственный участок реки — Чулым от г. Ачинск до водомерного поста села Зырянское, речной подбассейн реки — Чулым. Речной бассейн реки — (Верхняя) Обь до впадения Иртыша.

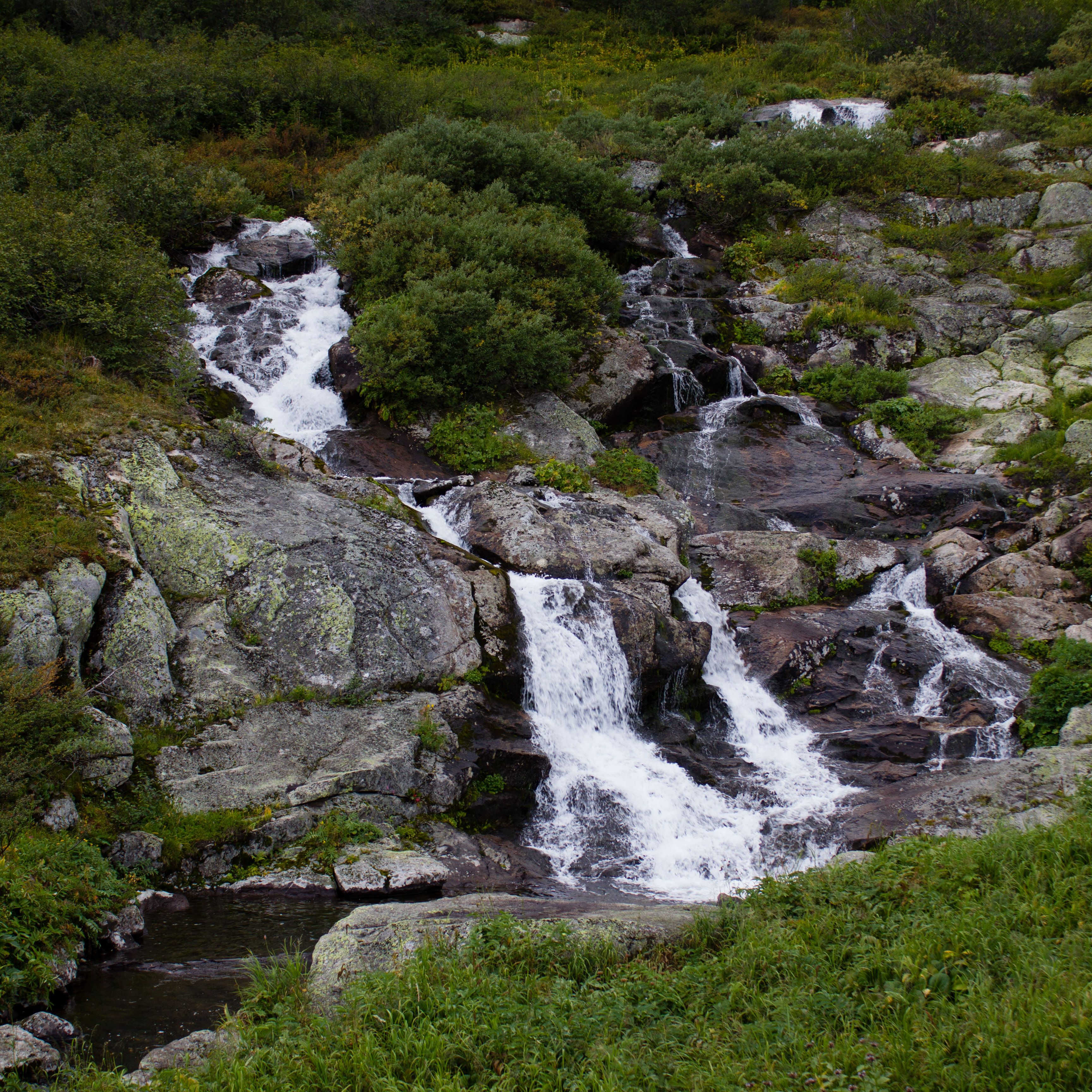
Исток Харатаса